# Сюрвіль (Манш)
Сюрві́ль (фр. Surville) — колишній муніципалітет у Франції, у регіоні Нормандія, департамент Манш. Населення — 195 осіб (2011).
Муніципалітет був розташований на відстані близько 300 км на захід від Парижа, 95 км на захід від Кана, 45 км на північний захід від Сен-Ло.

## Історія
До 2015 року муніципалітет перебував у складі регіону Нижня Нормандія. Від 1 січня 2016 року належав до нового об'єднаного регіону Нормандія.
1 січня 2016 року Сюрвіль, Бодревіль, Больвіль, Глатіньї, Ла-Е-дю-Пюї, Мобек, Монгардон, Сен-Ремі-де-Ланд i Сен-Семфор'ян-ле-Валуа було об'єднано в новий муніципалітет Ла-Е.

## Демографія
Динаміка населення (INSEE ):
Розподіл населення за віком та статтю (2006):
| Стать | Всього | До 15 років | 15-24 | 25-44 | 45-64 | 65-85 | Понад 85 |
| --- | ------ | ----------- | ----- | ----- | ----- | ----- | -------- |
| Чоловіки | 96     | 16          | 8     | 32    | 24    | 16    | 0        |
| Жінки | 80     | 12          | 0     | 20    | 28    | 16    | 4        |
| \| Статево-вікова піраміда \| Статево-вікова піраміда \| Статево-вікова піраміда \| \| ----------------------- \| ----------------------- \| ----------------------- \| \| Чоловіки \| Вік \| Жінки \| \| 0 \| 85 + \| 4 \| \| 0 \| 80-84 \| 0 \| \| 4 \| 75-79 \| 4 \| \| 8 \| 70-74 \| 4 \| \| 4 \| 65-69 \| 8 \| \| 8 \| 60-64 \| 8 \| \| 4 \| 55-59 \| 4 \| \| 8 \| 50-54 \| 8 \| \| 4 \| 45-49 \| 8 \| \| 8 \| 40-44 \| 4 \| \| 12 \| 35-39 \| 8 \| \| 4 \| 30-34 \| 8 \| \| 8 \| 25-29 \| 0 \| \| 4 \| 20-24 \| 0 \| \| 4 \| 15-20 \| 0 \| \| 4 \| 10-14 \| 0 \| \| 4 \| 5-9 \| 8 \| \| 8 \| 0-4 \| 4 \| |        |             |       |       |       |       |          |
| Статево-вікова піраміда |        |             |       |       |       |       |          |
| Чоловіки | Вік    | Жінки       |       |       |       |       |          |
| 0 | 85 +   | 4           |       |       |       |       |          |
| 0 | 80-84  | 0           |       |       |       |       |          |
| 4 | 75-79  | 4           |       |       |       |       |          |
| 8 | 70-74  | 4           |       |       |       |       |          |
| 4 | 65-69  | 8           |       |       |       |       |          |
| 8 | 60-64  | 8           |       |       |       |       |          |
| 4 | 55-59  | 4           |       |       |       |       |          |
| 8 | 50-54  | 8           |       |       |       |       |          |
| 4 | 45-49  | 8           |       |       |       |       |          |
| 8 | 40-44  | 4           |       |       |       |       |          |
| 12 | 35-39  | 8           |       |       |       |       |          |
| 4 | 30-34  | 8           |       |       |       |       |          |
| 8 | 25-29  | 0           |       |       |       |       |          |
| 4 | 20-24  | 0           |       |       |       |       |          |
| 4 | 15-20  | 0           |       |       |       |       |          |
| 4 | 10-14  | 0           |       |       |       |       |          |
| 4 | 5-9    | 8           |       |       |       |       |          |
| 8 | 0-4    | 4           |       |       |       |       |          |

## Економіка
2010 року серед 117 осіб працездатного віку (15—64 років) 84 були активними, 33 — неактивними (показник активності 71,8%, у 1999 році було 71,8%). З 84 активних мешканців працювали 73 особи (45 чоловіків та 28 жінок), безробітними було 11 (4 чоловіки та 7 жінок). Серед 33 неактивних 6 осіб було учнями чи студентами, 16 — пенсіонерами, 11 були неактивними з інших причин.

У 2010 році в муніципалітеті числилось 92 оподатковані домогосподарства, у яких проживали 192,5 особи, медіана доходів виносила 17 205 євро на одного особоспоживача